# Igreja de Santo André (Colônia)
Igreja de Santo André (em alemão:  St. Andreas) é uma igreja românica do século X localizada na cidade-velha de Colônia, na Alemanha. É uma das doze igrejas da cidade deste mesmo período. O arcebispo Gero consagrou-a em 974, dedicando-a ao apóstolo Santo André, mesmo tendo sido construída no local de uma igreja anterior dedicada a São Mateus. No século XII, o edifício foi reconstruído no estilo românico e completado provavelmente depois do grande incêndio de Colônia em 1220.

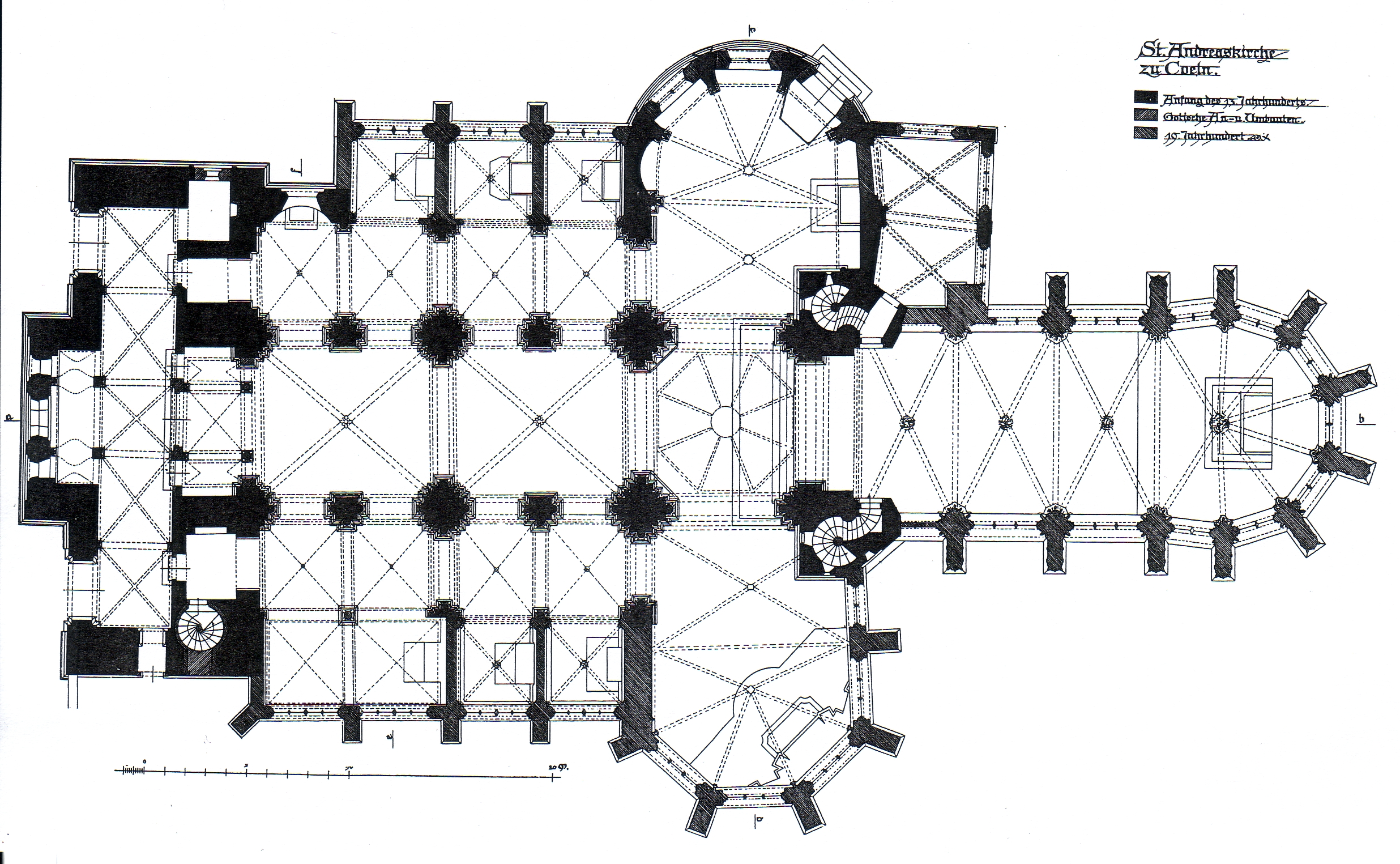
Planta baixa.

Na cripta da igreja está um antigo sarcófago romano do século III com os restos mortais do teólogo, filósofo natural e Doutor da Igreja do século XIII, Santo Alberto Magno.